# Bataille de Vissenaken
- Chronologie de la guerre de Quatre-Vingts Ans
- Valenciennes
- Austruweel
- Rheindalen
- Heiligerlee
- Jemmingen
- Jodoigne
- Brielle
- 1er Flessingue
- Malines
- Goes
- Mons
- Haarlem
- 2e Flessingue
- Borsele
- Zuiderzee
- Alkmaar
- Leyde
- Reimerswaal
- Mook
- Lillo
- Zierikzee
- 1er Anvers
- 1er Bréda
- Gembloux
- Rijmenam
- 1er Deventer
- Maastricht
- 2e Bréda
- Açores
- 2e Anvers
- 3e Anvers
- Boksum
- Zutphen
- 1er Berg-op-Zoom
- Gravelines
- 3e Bréda
- 2e Deventer
- Groningue
- Huy
- 1er Groenlo1
- 2e Groenlo
- Turnhout
- Nieuport
- Ostende
- L'Écluse
- 3e Groenlo
- Saint-Vincent
- Gibraltar
- Saint-Vincent (1621)
- 2e Berg-op-Zoom
- 4e Bréda
- 4e Groenlo
- Matanzas
- Bois-le-Duc
- Abrolhos
- Slaak
- Maastricht
- 5e Bréda
- Cabañas
- Calloo
- Les Downs
- Saint-Vincent (1641)
- Hulst
- Cavite

La bataille de Vissenaeken ou la bataille de Visseraken est un épisode de la guerre de Quatre-Vingts Ans qui voit s'affronter des mutins de l'armée espagnole et une armée levée par les États de Brabant le 14 septembre 1576 dans le village brabançon de Visseraken.

## Prélude
Les soldats espagnols mutinés représentent une telle menace à partir de juillet 1576 que les États de Brabant (nl) sont autorisés à lever une force de 2 600 hommes, dont six cents cavaliers sous Adrien de Rubempré et deux mille fantassins sous le commandement de Guillaume de Hornes (nl) . À la tête de cette armée inexpérimentée, Jacques de Glymes (nl), après l'emprisonnement du Conseil d'État (nl), est envoyé à l'assaut de quelques bandes espagnoles qui ravagent la région de Louvain et de Tirlemont.
Alonso de Vargas l'apprend alors qu'il se trouve à l'abbaye de Saint-Bernard, où il se prépare avec la fine fleur de la cavalerie espagnole à rassembler les troupes mutines à Alost et à soulager le château des Espagnols assiégé à Gand. Avec ses 1 200 cavaliers, Vargas accourt d'abord à Vissenaken, où il bénéficie également du soutien des cavaliers noirs de Julián Romero.

## Déroulement
Vargas exige d'abord de pouvoir se rendre librement à Alost, ce qui lui est refusé par Glymes, qui fait charger ses troupes. Mais celles-ci sont prises en embuscade par une avant-garde espagnole en retraite. La cavalerie espagnole, qui s'est cachée dans un bosquet, prend soudain d'assaut l'armée des États, qui tente de s'enfuir dans le plus grand désordre. La cavalerie fuit pour se mettre en sécurité. Les Espagnols taillent les troupes des États en pièces, tandis que leurs pertes propres peuvent se compter sur les doigts de la main. Parmi les victimes figurent des citoyens de Louvain et des étudiants de l'université venus à Vissenaken par curiosité. Ils figurent également sur la gravure sur cuivre de Frans Hogenberg.

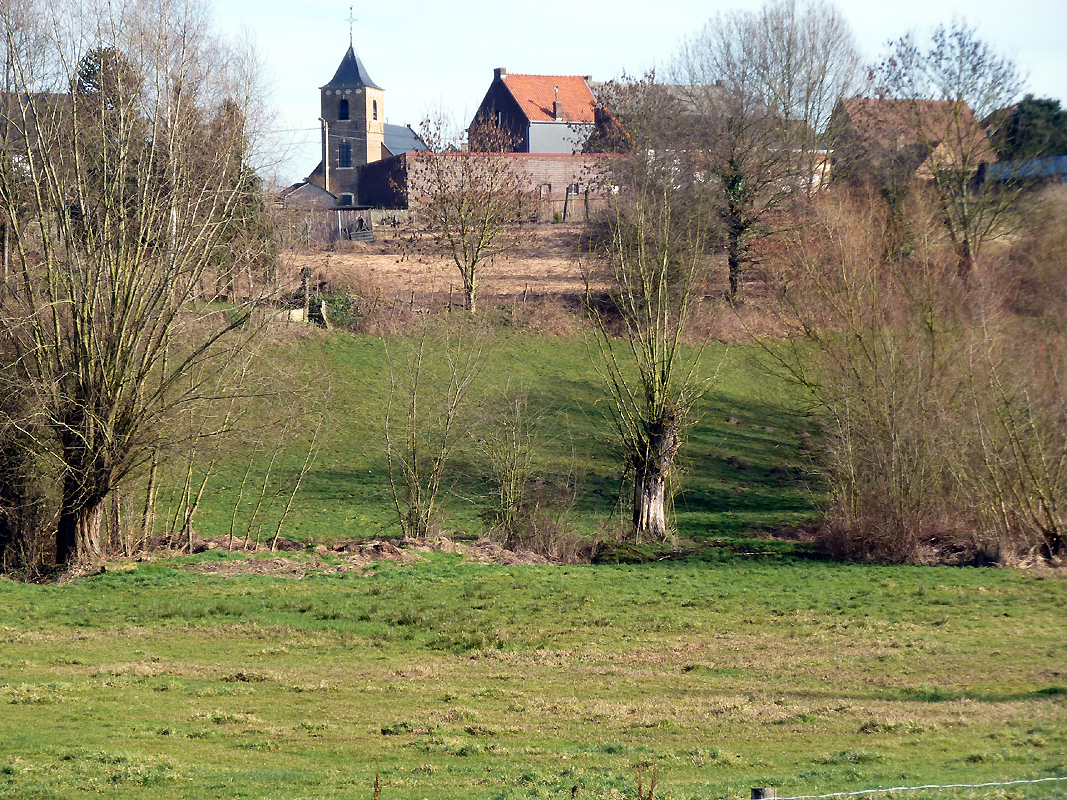
Colline avec champ de bataille de Sint-Mertens-Vissenaken aujourd'hui

## Conséquences
Trois seigneuries - Sint-Mertens-Vissenaken, Bunsbeek et Hauthem - ont été complètement détruites après la bataille. Tous les habitants ont été tués ou mis en fuite. Ce n'est que dix ans plus tard, en 1587, que les habitants ont commencé à revenir.